# George Newport
George Newport, FRS (Canterbury, 4 de febrero de 1803 – Londres, 7 de abril de 1854) fue un entomólogo británico. Es especialmente famoso para sus pioneros estudios usando el microscopio y su habilidad para las disecciones animales.

## Biografía
Fue el primero de cuatro hijos de William Newport (1777-1843), un fabricante de ruedas, y Sarah Gillham. Fue educado en Universidad de Londres y en el Surgeon College. 
Fue miembro de la Royal Society, presidente de la Sociedad Entomológica de Londres (1843–1844) y miembro de la Sociedad Ray, dedicada al estudio de la fauna inglesa. Newport recibió la medalla Real de la Royal Society en 1836 e impartió la Lectura Bakerian de la sociedad en 1841. Está enterrado en el cementerio de Kensal Green, Londres.

## Trabajos

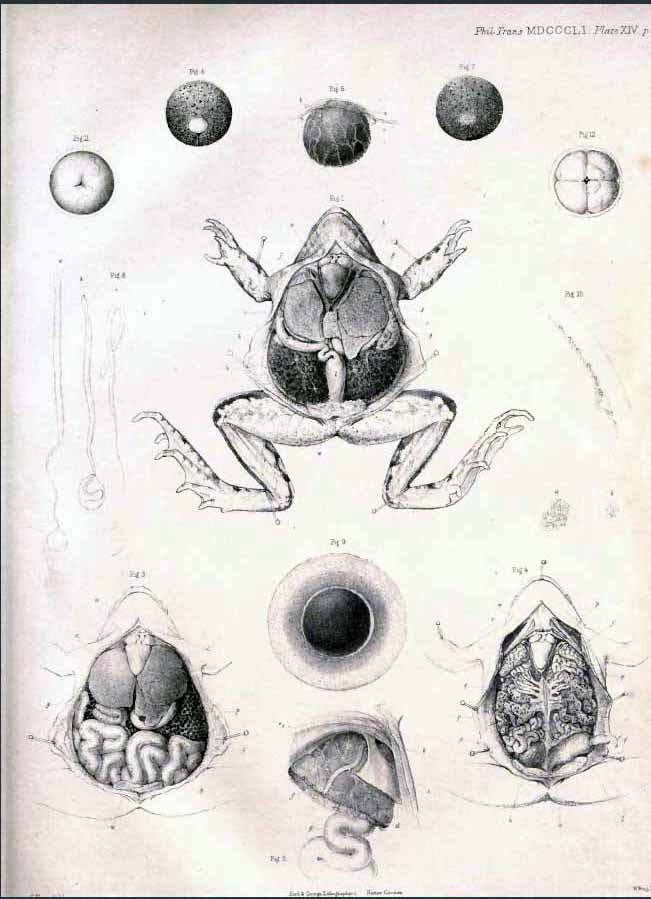
Lámina de "Sobre la impregnación del ovum en anfibios"

Fue uno de los más famosos anatomistas de su época y un prestigioso entomólogo. 
Newport escribió sobre la estructura, relaciones, y desarrollo de los sistemas nerviosos y circulatorios en insectos. Fue autor de una monografía Sobre la Respiración de los Insectos (1836), de la entrada “Insecta”, en la Cyclopædia de Anatomía y Fisiología de Todd (1839) y otra monografía Sobre las funciones de las antenas de los Insectos (1840). También escribió sobre el sistema nervioso de la polilla sphinx ligustri, Linn., (Parte II) durante las últimas etapas de su pupa y su imago y sobre los factores que afectan a su desarrollo ( Phil. Trans. R. Soc.)
Otro gran área de interés de Newport fueron los miriápodos. Escribió artículos sobre la existencia de una circulación completa de la sangre por conductos en Myriapoda y Arachnida (1843) y fue el autor de dos monografías sobre los miriápodos: Lista de Especímenes de Myriopoda en el Museo británico (1844) y Monografía sobre la Clase Myriopoda, Orden Chilopoda (1845). Newport también describió los órganos reproductivos de los miríapodos en un artículo en Phil. Trans. R. Soc.  Entre las especies y familias identificadas y descritas por Newport cabe nombrar los Scolopendridae y su genus Cormocephalus (de los que describió el Cormocephalus rubriceps y el Cormocephalus aurantiipes) así como la familia Siphonophorida y las especies Scolopendra viridicornis, Scolopendra hardwickei, y Scutigerella immaculata.
También publicó trabajos sobre la reproducción y las etapas tempranas de desarrollo del embrión de anfibios. Fue autor de una monografía Sobre la Impregnación del Ovum en los Amphibia (1851) y de artículos sobre el desarrollo de embrión anfibio en Phil. Trans. R. Soc 144, 229-244. (1854)